# Ярославия (капелла)
Филармоническая Хоровая капелла «Ярославия» —  хоровая капелла Ярославской государственной филармонии, работающий в Ярославле с 2003 года. Лауреат международных конкурсов.

## История
Филармоническая Хоровая капелла «Ярославия» была основана в Ярославле при Ярославской государственной филармонии по предложению известного ярославского музыканта и педагога Сергея Михайловича Березовского.
Состав музыкального коллектива был сформирован из числа профессиональных музыкантов, которые получили высшее музыкальное образование в лучших учебных заведениях страны: Московская государственная консерватория имени П.И. Чайковского, Российская академия музыки имени Гнесиных, Петрозаводская государственная консерватория имени А.К. Глазунова, Нижегородская государственная консерватория имени М.И. Глинки и другие.
Выступления капеллы отмечаются артистизмом и театральностью. Коллектив очень мобильный и может быть представлен как небольшим камерным ансамблем, так и большим концертным составом. В репертуаре музыкальные произведения различных форм, эпох, жанров и стилей, для различных категорий слушателей. 
В 2008 году главным дирижёром Филармонической хоровой капеллы «Ярославия» и художественным руководителем был назначен Владимир Контарев. Его профессионализм позволил капелле заявить о себе на международном уровне, что принесло большую популярность и признание.

## Премии и награды, фестивали
- Весной 2011 года «Ярославия» стала участником Международного фестиваля церковной музыки в Хайнувке в Польше, где была удостоена звания Лауреата.

Филармоническая хоровая капелла работала на многих известных музыкальных площадках, принимала участие в совместных проектах: 
- с драматическими артистами Большого театра и симфоническим оркестром «Новая Россия» была исполнена концертная версия оперы «Евгений Онегин» П. И. Чайковского, дирижировал Юрий Башмет;
- с хором и исполнителями «Мариинского театра» и симфоническим оркестром - «Колокола» С. Рахманинова, дирижировал Валерий Гергиев;
- с Национальным академическим оркестром народных инструментов России - «Александр Невский» С. Прокофьева, дирижировал Владимир Андропов;
- с оркестром и вокалистами Московского театра «Новая опера» - «Хованщина» Мусоргского и «Золушка» Россини, дирижировал Дмитрий Волосников.

«Ярославия» активный участник многих международных фестивалей:
- Международный музыкальный фестиваль Юрия Башмета в Москве, Сочи, Ярославле,
- «Международный зимний фестиваль искусств» Юрия Башмета в Сочи,
- «Московский Пасхальный фестиваль» Валерия Гергиева,
- Международный фестиваль современной музыки «Московская осень»,
- «Невские хоровые ассамблеи»,
- Московский великопостный хоровой фестиваль,
- Рождественский хоровой собор в Нижнем Новгороде,
- Международный конкурс композиторов духовной музыки «Роман Сладкопевец» в Санкт-Петербурге,
- Фестиваль искусств «Преображение»,
- Международный фестиваль органной музыки имени Леонида Ройзмана в Ярославле,
- «Фестиваль пяти кремлей» в Великом Новгороде,
- Фестиваль музыки И. С. Баха в Твери,
- «Прокофьевский фестиваль» в Донецке,
- «Органные вечера в Кусково» в Москве,
- Международный фестиваль православной духовной музыки «Credo» в Эстонии – Санкт-Петербурге,
- музыкальные фестивали в Македонии, Абхазии, Эстонии и Польше.